# Pouligny-Saint-Pierre (brânză)

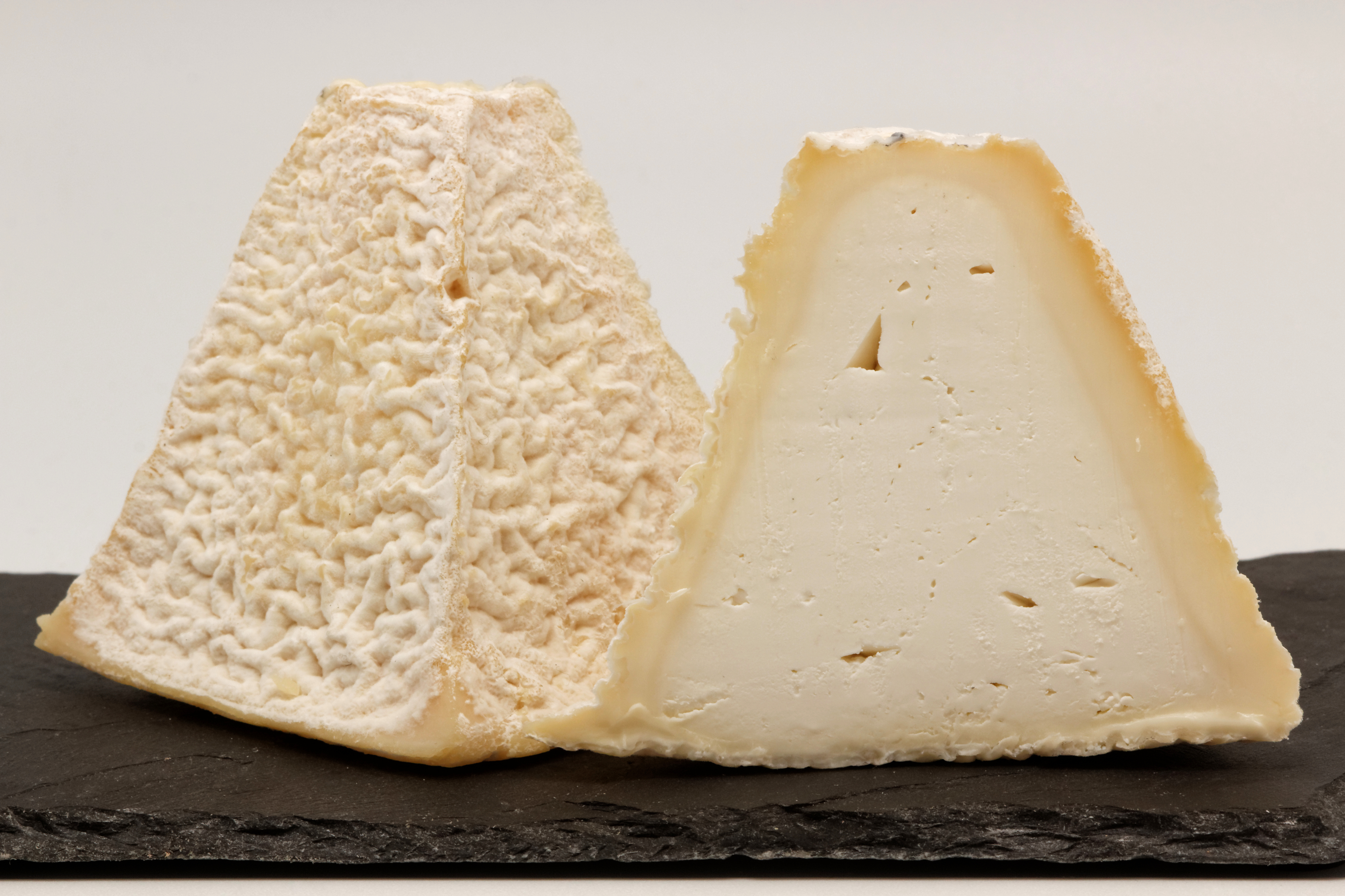
Brânza Pouligny-Saint-Pierre

Pouligny-Saint-Pierre este  o brânză franceză din lapte de capră cu pastă moale. Este produsă în regiunea Brenne din departamentul Indre și în special în comuna Pouligny-Saint-Pierre, a cărui nume îl poartă.
Brânza este obținută prin coagulare lentă, în principal lactică. Se prezintă sub forma unei piramide cu înălțimea de 12,5 cm și cu greutatea de 225-250 gr. Există două tipuri de maturare: maturarea albă, unde brânza este acoperită de mucegai Geotrichum candidum, și maturarea albastră, unde este acoperită de mucegai Penicillium album.
În anul 1972, Brânza Pouligny-Saint-Pierre a fost prima brânză din lapte de capră care a făcut obiectul unei denumiri de origine controlată (AOC) în Franța. Din anul 2009 este reglementată și de o denumire de origine protejată (AOP) în Uniunea Europeană. Zona delimitată a denumirii este cea mai mică din Franța. Producția de Pouligny-Saint-Pierre AOP era de 300 tone în anul 2005. 